# Еверард Батлер
Еверард Батлер (англ. Everard Butler, 28 грудня 1885 — 23 листопада 1958) — канадський академічний веслувальник.
Бронзовий призер Олімпійських Ігор 1912 року в одиночці.